# Бузиновська
Бузиновська — станиця в Виселківському районі Краснодарського краю. Утворює Бузиновське сільське поселення.
Центр Бузиновської станиці лежить за 8 км на схід від районного центру Виселкі. Станиця витягнулася вздовж лівого берега річки Бузинка (сточище Бейсуга) на 9 км. Залізнична станція Бузинка на залізниці Краснодар — Тихорецька розташована на північній околиці, на віддаленні від «центру». Станиця лежить у степовій зоні.
Заснована в 1878 році.